# Bunkeflo IF
Bunkeflo IF est un club de football suédois localisé à Bunkeflostrand près de Malmö. Ce club évolue en Division 1 lors de la saison 2012.

## Histoire
Le club de Bunkeflo IF est fondé en 1945. 
Il a toujours été un club relativement petit malgré un court passage en deuxième division lors de la saison 2008.